# Antoine de Ratabon
Antoine de Ratabon, chevalier, seigneur de Trémemont, conseiller du Roi, né à Montpellier en 1617, mort à Paris le 12 mars 1670 dans son hôtel du 10 rue de Richelieu, fut surintendant général des bâtiments du roi Louis XIV.

## Biographie
D'abord trésorier de France et intendant des gabelles à Montpellier puis intendant des bâtiments à partir de 1644, Antoine de Rabaton devint surintendant général des bâtiments, arts et manufactures du roi Louis XIV de 1656 à 1664. Il fut également directeur de l'académie royale de peinture et de sculpture en 1655.
Il contribua dès 1657 aux travaux d'agrandissement du Louvre, dans le cadre du Grand Dessein, sous l'égide de Mazarin. Après le décès du cardinal, en 1661, le projet fut poursuivi et amplifié, avant d'être finalement remis en cause par l'arrivée de Colbert à la surintendance des bâtiments en 1664.
En octobre 1660, il fit démolir le théâtre du Petit-Bourbon dans lequel était installée depuis deux ans la troupe de Molière. La salle, située entre l'ancien Louvre et l'église Saint-Germain-l'Auxerrois gênait, en effet, les travaux d'élévation de la nouvelle colonnade. Molière, qui n'avait pas été prévenu, s'en plaignit au roi et obtint un nouveau théâtre au Palais-Royal.
Marié en 1647 avec Marie Sanguin, ils eurent 3 enfants:
1. Louis de Ratabon (1650 - août 1693 à Gênes), gentilhomme ordinaire de la chambre du roi, envoyé extraordinaire dans plusieurs cours étrangères.
2. Martin de Ratabon (1654 - 1728), Docteur en Sorbonne, Évêque d'Ypres et de Viviers.
3. Marie-Marguerite de Ratabon (1652 - ?) & Louis de Verjus

Il possède le château du Chesnay.